# Copa Libertadores de Futsal 2019
La Copa Libertadores de fútbol sala 2019, denominada oficialmente Copa Conmebol Libertadores Futsal 2019, fue la decimoctava edición de este torneo organizado por la Conmebol, que enfrenta a los mejores clubes de fútbol sala de América del Sur. El torneo se desarrolló durante el mes de julio en el Polideportivo Roberto Pando, ubicado en el barrio porteño de Boedo, y perteneciente al vigente campeón argentino, el Club Atlético San Lorenzo de Almagro. Participaron equipos de los diez países que forman parte de la Conmebol: Argentina, Bolivia, Brasil, Chile, Colombia, Ecuador, Paraguay, Perú, Uruguay y Venezuela.

## Equipos participantes
| País              | Equipo                                                    | Vía de clasificación                                                                            |
| ----------------- | --------------------------------------------------------- | ----------------------------------------------------------------------------------------------- |
| Argentina 2 cupos | Club Atlético San Lorenzo Club Sporting Villa La Ñata     | Campeón del Campeonato de Primera División 2018 Invitado país anfitrión                         |
| Bolivia 1 cupo    | Proyecto Latín                                            | Campeón de la Liga Boliviana de Fútbol Sala 2018                                                |
| Brasil 2 cupos    | Associação Carlos Barbosa Sport Club Corinthians Paulista | Campeón de la Copa Libertadores de Futsal 2018 Campeón de la Supercopa de Brasil de Futsal 2019 |
| Chile 1 cupo      | Club Universidad de Chile                                 | Campeón de la Copa de Campeones 2018                                                            |
| Colombia 1 cupo   | Alianza Platanera                                         | Bicampeón de la Liga Colombiana de Fútbol Sala 2018                                             |
| Ecuador 1 cupo    | Società Sportiva Bocca                                    | Campeón del Campeonato Nacional Futsal del Ecuador 2017-2018                                    |
| Paraguay 1 cupo   | Cerro Porteño                                             | Campeón de la Liga Premium de Futsal 2018                                                       |
| Perú 1 cupo       | Deportivo Panta                                           | Campeón de la División de Honor de fútbol sala de Perú 2018                                     |
| Uruguay 1 cupo    | Club Nacional de Football                                 | Campeón del Campeonato Uruguayo de Fútbol Sala 2018                                             |
| Venezuela 1 cupo  | Bucaneros de La Guaira                                    | Campeón del Torneo Superior de Futsal 2018                                                      |

## Sistema de juego
Participarán doce equipos en el torneo, de los cuales dos cupos fueron para Brasil y Argentina, y uno para los ocho países restantes. Se dividieron en tres grupos de cuatro participantes cada uno. Los primeros dos de cada grupo avanzaron a la fase final, más los dos mejores terceros, para reunir ocho equipos partiendo desde cuartos de final en adelante.

## Primera fase
Se jugara entre el 14 y 21 de julio.
     Clasificado a la fase final.

     Clasificado como uno de los dos mejores terceros a la fase final.

### Grupo A
| Pos. | Equipos        | PTS | PJ | PG | PE | PP | GF | GC | DIF |
| ---- | -------------- | --- | -- | -- | -- | -- | -- | -- | --- |
| 1.   | Cerro Porteño  | 9   | 3  | 3  | 0  | 0  | 13 | 4  | +9  |
| 2.   | Carlos Barbosa | 6   | 3  | 2  | 0  | 1  | 10 | 6  | +4  |
| 3.   | Villa La Ñata  | 3   | 3  | 1  | 0  | 2  | 7  | 9  | –2  |
| 4.   | Proyecto Latín | 0   | 3  | 0  | 0  | 3  | 1  | 12 | –11 |

| \| Fecha \| Lugar \| Local \| Resultado \| Visitante \| \| ------------------ \| ---------------------- \| -------------- \| --------- \| -------------- \| \| 14 de julio, 10:00 \| Ciudad de Buenos Aires \| Carlos Barbosa \| 2:4 \| Cerro Porteño \| \| 14 de julio, 12:00 \| Ciudad de Buenos Aires \| Proyecto Latín \| 0:4 \| Villa La Ñata \| \| 15 de julio, 10:00 \| Ciudad de Buenos Aires \| Cerro Porteño \| 6:1 \| Villa La Ñata \| \| 15 de julio, 12:00 \| Ciudad de Buenos Aires \| Carlos Barbosa \| 5:0 \| Proyecto Latín \| \| 16 de julio, 10:00 \| Ciudad de Buenos Aires \| Cerro Porteño \| 3:1 \| Proyecto Latín \| \| 16 de julio, 12:00 \| Ciudad de Buenos Aires \| Villa La Ñata \| 2:3 \| Carlos Barbosa \| |                        |                |           |                |
| Fecha | Lugar                  | Local          | Resultado | Visitante      |
| 14 de julio, 10:00 | Ciudad de Buenos Aires | Carlos Barbosa | 2:4       | Cerro Porteño  |
| 14 de julio, 12:00 | Ciudad de Buenos Aires | Proyecto Latín | 0:4       | Villa La Ñata  |
| 15 de julio, 10:00 | Ciudad de Buenos Aires | Cerro Porteño  | 6:1       | Villa La Ñata  |
| 15 de julio, 12:00 | Ciudad de Buenos Aires | Carlos Barbosa | 5:0       | Proyecto Latín |
| 16 de julio, 10:00 | Ciudad de Buenos Aires | Cerro Porteño  | 3:1       | Proyecto Latín |
| 16 de julio, 12:00 | Ciudad de Buenos Aires | Villa La Ñata  | 2:3       | Carlos Barbosa |

### Grupo B
| Pos. | Equipos              | PTS | PJ | PG | PE | PP | GF | GC | DIF |
| ---- | -------------------- | --- | -- | -- | -- | -- | -- | -- | --- |
| 1.   | San Lorenzo          | 7   | 3  | 2  | 1  | 0  | 7  | 2  | +5  |
| 2.   | Alianza Platanera    | 5   | 3  | 1  | 2  | 0  | 7  | 5  | +2  |
| 3.   | Panta Walon          | 4   | 3  | 1  | 1  | 1  | 9  | 9  | 0   |
| 4.   | Universidad de Chile | 0   | 3  | 0  | 0  | 3  | 3  | 10 | –7  |

| \| Fecha \| Lugar \| Local \| Resultado \| Visitante \| \| ------------------ \| ---------------------- \| ----------------- \| --------- \| ----------------- \| \| 14 de julio, 18:00 \| Ciudad de Buenos Aires \| San Lorenzo \| 0:0 \| Alianza Platanera \| \| 14 de julio, 20:00 \| Ciudad de Buenos Aires \| U. de Chile \| 2:3 \| Panta Walon \| \| 15 de julio, 18:00 \| Ciudad de Buenos Aires \| Alianza Platanera \| 4:4 \| Panta Walon \| \| 15 de julio, 20:00 \| Ciudad de Buenos Aires \| San Lorenzo \| 4:0 \| U. de Chile \| \| 16 de julio, 18:00 \| Ciudad de Buenos Aires \| Alianza Platanera \| 3:1 \| U. de Chile \| \| 16 de julio, 20:00 \| Ciudad de Buenos Aires \| Panta Walon \| 2:3 \| San Lorenzo \| |                        |                   |           |                   |
| Fecha | Lugar                  | Local             | Resultado | Visitante         |
| 14 de julio, 18:00 | Ciudad de Buenos Aires | San Lorenzo       | 0:0       | Alianza Platanera |
| 14 de julio, 20:00 | Ciudad de Buenos Aires | U. de Chile       | 2:3       | Panta Walon       |
| 15 de julio, 18:00 | Ciudad de Buenos Aires | Alianza Platanera | 4:4       | Panta Walon       |
| 15 de julio, 20:00 | Ciudad de Buenos Aires | San Lorenzo       | 4:0       | U. de Chile       |
| 16 de julio, 18:00 | Ciudad de Buenos Aires | Alianza Platanera | 3:1       | U. de Chile       |
| 16 de julio, 20:00 | Ciudad de Buenos Aires | Panta Walon       | 2:3       | San Lorenzo       |

### Grupo C
| Pos. | Equipos     | PTS | PJ | PG | PE | PP | GF | GC | DIF |
| ---- | ----------- | --- | -- | -- | -- | -- | -- | -- | --- |
| 1.   | Corinthians | 9   | 3  | 3  | 0  | 0  | 13 | 3  | +10 |
| 2.   | Nacional    | 6   | 3  | 2  | 0  | 1  | 9  | 8  | +1  |
| 3.   | Bucaneros   | 3   | 3  | 1  | 0  | 2  | 10 | 9  | +1  |
| 4.   | S.S. Bocca  | 0   | 3  | 0  | 0  | 3  | 10 | 22 | –12 |

| \| Fecha \| Lugar \| Local \| Resultado \| Visitante \| \| ------------------ \| ---------------------- \| ----------- \| --------- \| ----------- \| \| 14 de julio, 14:00 \| Ciudad de Buenos Aires \| Corinthians \| 3:2 \| Bucaneros \| \| 14 de julio, 16:00 \| Ciudad de Buenos Aires \| Nacional \| 7:5 \| S.S. Bocca \| \| 15 de julio, 14:00 \| Ciudad de Buenos Aires \| Corinthians \| 3:1 \| Nacional \| \| 15 de julio, 16:00 \| Ciudad de Buenos Aires \| Bucaneros \| 8:5 \| S.S. Bocca \| \| 16 de julio, 14:00 \| Ciudad de Buenos Aires \| S.S. Bocca \| 0:7 \| Corinthians \| \| 16 de julio, 16:00 \| Ciudad de Buenos Aires \| Bucaneros \| 0:1 \| Nacional \| |                        |             |           |             |
| Fecha | Lugar                  | Local       | Resultado | Visitante   |
| 14 de julio, 14:00 | Ciudad de Buenos Aires | Corinthians | 3:2       | Bucaneros   |
| 14 de julio, 16:00 | Ciudad de Buenos Aires | Nacional    | 7:5       | S.S. Bocca  |
| 15 de julio, 14:00 | Ciudad de Buenos Aires | Corinthians | 3:1       | Nacional    |
| 15 de julio, 16:00 | Ciudad de Buenos Aires | Bucaneros   | 8:5       | S.S. Bocca  |
| 16 de julio, 14:00 | Ciudad de Buenos Aires | S.S. Bocca  | 0:7       | Corinthians |
| 16 de julio, 16:00 | Ciudad de Buenos Aires | Bucaneros   | 0:1       | Nacional    |

### Mejores terceros
| Pos. | Equipos       | PTS | PJ | PG | PE | PP | GF | GC | DIF |
| ---- | ------------- | --- | -- | -- | -- | -- | -- | -- | --- |
| 1.   | Panta Walon   | 4   | 3  | 1  | 1  | 1  | 9  | 9  | 0   |
| 2.   | Bucaneros     | 3   | 3  | 1  | 0  | 2  | 10 | 9  | +1  |
| 3.   | Villa La Ñata | 3   | 3  | 1  | 0  | 2  | 7  | 9  | –2  |

## Fase final

### Cuadro principal
|  | Cuartos de final   | Cuartos de final   | Cuartos de final  |                   |                      | Semifinales          | Semifinales | Semifinales |                   |                   | Final         | Final        | Final |  |
|  |                    |                    |                   |                   |                      |                      |             |             |                   |                   |               |              |       |  |
|  |                    |                    |                   |                   |                      |                      |             |             |                   |                   |               |              |       |  |
|  | Cerro Porteño      | Cerro Porteño      | 9                 |                   |                      |                      |             |             |                   |                   |               |              |       |  |
|  | Cerro Porteño      | Cerro Porteño      | 9                 |                   |                      |                      |             |             |                   |                   |               |              |       |  |
|  | Bucaneros          | Bucaneros          | 4                 |                   |                      |                      |             |             |                   |                   |               |              |       |  |
|  | Bucaneros          | Bucaneros          | 4                 |                   | Cerro Porteño (t.s.) | Cerro Porteño (t.s.) | 5           |             |                   |                   |               |              |       |  |
|  |                    |                    |                   |                   | Cerro Porteño (t.s.) | Cerro Porteño (t.s.) | 5           |             |                   |                   |               |              |       |  |
|  |                    |                    | Alianza Platanera | Alianza Platanera | 2                    |                      |             |             |                   |                   |               |              |       |  |
|  | Alianza Platanera  | Alianza Platanera  | Alianza Platanera | Alianza Platanera | 2                    | 5                    |             |             |                   |                   |               |              |       |  |
|  | Alianza Platanera  | Alianza Platanera  |                   |                   |                      |                      |             |             |                   |                   |               |              |       |  |
|  | Nacional           | Nacional           | 1                 |                   |                      |                      |             |             |                   |                   |               |              |       |  |
|  | Nacional           | Nacional           | 1                 |                   |                      |                      |             |             |                   | Cerro Porteño     | Cerro Porteño | 1            |       |  |
|  |                    |                    |                   |                   |                      |                      |             |             |                   | Cerro Porteño     | Cerro Porteño | 1            |       |  |
|  |                    |                    | Carlos Barbosa    | Carlos Barbosa    | 3                    |                      |             |             |                   |                   |               |              |       |  |
|  | San Lorenzo        | San Lorenzo        | Carlos Barbosa    | Carlos Barbosa    | 3                    | 2                    |             |             |                   |                   |               |              |       |  |
|  | San Lorenzo        | San Lorenzo        |                   |                   |                      |                      |             |             |                   |                   |               |              |       |  |
|  | Panta Walon (t.s.) | Panta Walon (t.s.) | 4                 |                   |                      |                      |             |             |                   |                   |               |              |       |  |
|  | Panta Walon (t.s.) | Panta Walon (t.s.) | 4                 |                   | Panta Walon          | Panta Walon          | 0           |             |                   | Tercer lugar      | Tercer lugar  | Tercer lugar |       |  |
|  |                    |                    |                   |                   | Panta Walon          | Panta Walon          | 0           |             |                   | Tercer lugar      | Tercer lugar  | Tercer lugar |       |  |
|  |                    |                    | Carlos Barbosa    | Carlos Barbosa    | 1                    |                      |             |             |                   |                   |               |              |       |  |
|  | Corinthians        | Corinthians        | Carlos Barbosa    | Carlos Barbosa    | 1                    | 1                    |             |             | Alianza Platanera | Alianza Platanera | 4             |              |       |  |
|  | Corinthians        | Corinthians        |                   |                   |                      |                      |             |             | Alianza Platanera | Alianza Platanera | 4             |              |       |  |
|  | Carlos Barbosa     | Carlos Barbosa     | 2                 |                   |                      |                      |             |             |                   |                   | Panta Walon   | Panta Walon  | 1     |  |
|  | Carlos Barbosa     | Carlos Barbosa     | 2                 |                   |                      |                      |             |             |                   |                   | Panta Walon   | Panta Walon  | 1     |  |
|  |                    |                    |                   |                   |                      |                      |             |             |                   |                   |               |              |       |  |

#### Cuartos de final
| 18 de julio de 2019 | Cerro Porteño | 9:4     | Bucaneros | Polideportivo Roberto Pando, Ciudad de Buenos Aires |                                       |
| 14:00               |               | Reporte |           | Árbitro(s): Gean Telles Ricardo Messa               | Árbitro(s): Gean Telles Ricardo Messa |

| 18 de julio de 2019 | Corinthians | 1:2     | Carlos Barbosa | Polideportivo Roberto Pando, Ciudad de Buenos Aires |                                              |
| 16:00               |             | Reporte |                | Árbitro(s): Daniel Rodríguez Carlos Martínez        | Árbitro(s): Daniel Rodríguez Carlos Martínez |

| 18 de julio de 2019 | Alianza Platanera | 5:1     | Nacional | Polideportivo Roberto Pando, Ciudad de Buenos Aires |                                             |
| 18:00               |                   | Reporte |          | Árbitro(s): Darío Santamaría Mario Espichan         | Árbitro(s): Darío Santamaría Mario Espichan |

| 18 de julio de 2019 | San Lorenzo | 2:4 (t. s.) | Panta Walon | Polideportivo Roberto Pando, Ciudad de Buenos Aires |                                             |
| 20:00               |             | Reporte     |             | Árbitro(s): Christian Espíndola Yuri García         | Árbitro(s): Christian Espíndola Yuri García |

#### Semifinales
| 20 de julio de 2019, 14:00 | Cerro Porteño | 5:2 (t. s.) | Alianza Platanera | Polideportivo Roberto Pando, Ciudad de Buenos Aires |  |

| 20 de julio de 2019, 16:00 | Panta Walon | 0:1 | Carlos Barbosa | Polideportivo Roberto Pando, Ciudad de Buenos Aires |  |

#### Tercer Puesto
| 21 de julio de 2019, 14:00 | Alianza Platanera | 4:1 | Panta Walon | Polideportivo Roberto Pando, Ciudad de Buenos Aires |  |

#### Final
| 21 de julio de 2019 | Cerro Porteño | 1:3 | Carlos Barbosa | Polideportivo Roberto Pando, Ciudad de Buenos Aires |                                               |
| 16:00               |               |     |                | Árbitro(s): Daniel Rodríguez Darío Santamaria       | Árbitro(s): Daniel Rodríguez Darío Santamaria |

|                                   |
| Bandera de Brasil                 |
| Campeón Carlos Barbosa 7.º título |

### Cuadro 5° al 8° puesto
|  | 5° al 8° puesto | 5° al 8° puesto |             |           | 5° puesto   | 5° puesto |  |
|  |                 |                 |             |           |             |           |  |
|  |                 |                 |             |           |             |           |  |
|  | Bucaneros       | 6               |             |           |             |           |  |
|  | Bucaneros       | 6               |             |           |             |           |  |
|  | Nacional        | 5               |             |           |             |           |  |
|  | Nacional        | 5               |             | Bucaneros | 1           |           |  |
|  |                 |                 |             | Bucaneros | 1           |           |  |
|  |                 |                 | Corinthians | 4         |             |           |  |
|  | San Lorenzo     | 1               | Corinthians | 4         |             |           |  |
|  | San Lorenzo     | 1               |             |           |             |           |  |
|  | Corinthians     | 3               |             |           | 7° puesto   | 7° puesto |  |
|  | Corinthians     | 3               |             |           | 7° puesto   | 7° puesto |  |
|  |                 |                 |             |           |             |           |  |
|  |                 |                 |             |           | San Lorenzo | 5         |  |
|  |                 |                 |             |           | San Lorenzo | 5         |  |
|  |                 |                 |             |           | Nacional    | 2         |  |
|  |                 |                 |             |           | Nacional    | 2         |  |
|  |                 |                 |             |           |             |           |  |

#### Del 5º al 8º puesto
| 19 de julio de 2019, 18:00 | Bucaneros | 6:5 | Nacional | Polideportivo Roberto Pando, Ciudad de Buenos Aires |  |

| 19 de julio de 2019, 20:00 | San Lorenzo | 1:3 | Corinthians | Polideportivo Roberto Pando, Ciudad de Buenos Aires |  |

#### Partido por el 11º puesto
| 19 de julio de 2019, 14:00 | Proyecto Latín | 3:2 | S.S. Bocca | Polideportivo Roberto Pando, Ciudad de Buenos Aires |  |

#### Partido por el 9º puesto
| 19 de julio de 2019, 16:00 | Villa La Ñata | 3:5 | Universidad de Chile | Polideportivo Roberto Pando, Ciudad de Buenos Aires |  |

#### Partido por el 7º puesto
| 20 de julio de 2019, 18:00 | Nacional | 2:5 | San Lorenzo | Polideportivo Roberto Pando, Ciudad de Buenos Aires |  |

#### Partido por el 5º puesto
| 20 de julio de 2019, 20:00 | Bucaneros | 1:4 | Corinthians | Polideportivo Roberto Pando, Ciudad de Buenos Aires |  |

## Tabla general
| Equipo | Equipo                 | Pts | PJ | PG | PE | PP | GF | GC | Dif. | Rend. |
| ------ | ---------------------- | --- | -- | -- | -- | -- | -- | -- | ---- | ----- |
| 1      | Carlos Barbosa         | 0   | 0  | 0  | 0  | 0  | 0  | 0  | 0    | 0%    |
| 2      | Cerro Porteño          | 0   | 0  | 0  | 0  | 0  | 0  | 0  | 0    | 0%    |
| 3      | Alianza Platanera      | 0   | 0  | 0  | 0  | 0  | 0  | 0  | 0    | 0%    |
| 4      | Panta Walon            | 0   | 0  | 0  | 0  | 0  | 0  | 0  | 0    | 0%    |
| 5      | Corinthians            | 0   | 0  | 0  | 0  | 0  | 0  | 0  | 0    | 0%    |
| 6      | Bucaneros de La Guaira | 0   | 0  | 0  | 0  | 0  | 0  | 0  | 0    | 0%    |
| 7      | San Lorenzo de Almagro | 0   | 0  | 0  | 0  | 0  | 0  | 0  | 0    | 0%    |
| 8      | Nacional de Montevideo | 0   | 0  | 0  | 0  | 0  | 0  | 0  | 0    | 0%    |
| 9      | Villa La Ñata          | 0   | 0  | 0  | 0  | 0  | 0  | 0  | 0    | 0%    |
| 10     | Universidad de Chile   | 0   | 0  | 0  | 0  | 0  | 0  | 0  | 0    | 0%    |
| 11     | Proyecto Latín         | 0   | 0  | 0  | 0  | 0  | 0  | 0  | 0    | 0%    |
| 12     | S. S. Bocca            | 0   | 0  | 0  | 0  | 0  | 0  | 0  | 0    | 0%    |